# منطقه جرن‌بلاغ
منطقه جرن‌بلاغ (به زبان اویغوری: جەرەنبۇلاق رايونى) و یا منطقه بایجیانتان (به چینی: 白碱滩区، به پین‌یین: Báijiǎntān Qū) یک منطقهٔ شهری در چین است که در شهر در سطح ولایت قارامای واقع شده‌است.
منطقه شهری جرن‌بلاغ در فاصلهٔ ۲۵ کیلومتری شمال‌شرق منطقه قارامای قرار دارد.

## جمعیت
| ترکیب قومیتی منطقه جرن‌بلاغ | ترکیب قومیتی منطقه جرن‌بلاغ | ترکیب قومیتی منطقه جرن‌بلاغ | ترکیب قومیتی منطقه جرن‌بلاغ | ترکیب قومیتی منطقه جرن‌بلاغ |
| -------------------------- | -------------------------- | -------------------------- | -------------------------- | -------------------------- |
| قومیت                      | قومیت                      |                            | درصد                       | درصد                       |
| هان                        | هان                        |                            | ۷۱٫۶٪                      | ۷۱٫۶٪                      |
| اویغور                     | اویغور                     |                            | ۱۹٫۹٪                      | ۱۹٫۹٪                      |
| قزاق                       | قزاق                       |                            | ۴٫۰٪                       | ۴٫۰٪                       |
| هوئی                       | هوئی                       |                            | ۱٫۹٪                       | ۱٫۹٪                       |
| مغول                       | مغول                       |                            | ۰٫۷٪                       | ۰٫۷٪                       |
| منجو                       | منجو                       |                            | ۰٫۳٪                       | ۰٫۳٪                       |
| شیبه                       | شیبه                       |                            | ۰٫۳٪                       | ۰٫۳٪                       |
| روس                        | روس                        |                            | ۰٫۱٪                       | ۰٫۱٪                       |
| قرقیز                      | قرقیز                      |                            | ۰٫۱٪                       | ۰٫۱٪                       |
| ازبک                       | ازبک                       |                            | ۰٫۱٪                       | ۰٫۱٪                       |
| تاتار                      | تاتار                      |                            | ۰٫۱٪                       | ۰٫۱٪                       |
| سایر                       | سایر                       |                            | ۰٫۹٪                       | ۰٫۹٪                       |
| منبع سرشماری جمعیت :       |                            |                            |                            |                            |